# Сен-Фражу
Сен-Фражу́ (фр. Saint-Frajou, окс. Sent Frajó) — коммуна во Франции, находится в регионе Юг — Пиренеи. Департамент — Верхняя Гаронна. Входит в состав кантона Л’Иль-ан-Додон. Округ коммуны — Сен-Годенс.
Код INSEE коммуны — 31482.

## География
Коммуна расположена приблизительно в 630 км к югу от Парижа, в 60 км к юго-западу от Тулузы.
По территории коммуны протекает небольшая река Осу. На юго-западе расположено водохранилище.

## Климат
Климат умеренно-океанический. Зима мягкая и снежная, весна характеризуется сильными дождями и грозами, лето сухое и жаркое, осень солнечная. Преобладают сильные юго-восточные и северо-западные ветры.

## Население
Население коммуны на 2010 год составляло 197 человек.
| 1962 | 1968 | 1975 | 1982 | 1990 | 1999 | 2010 |
| ---- | ---- | ---- | ---- | ---- | ---- | ---- |
| 285  | 239  | 226  | 226  | 209  | 173  | 197  |

## Администрация
| Период | Период | Фамилия     | Партия | Примечания |
| ------ | ------ | ----------- | ------ | ---------- |
| 2001   | 2008   | Жан Дюкос   |        |            |
| 2008   | 2020   | Жорж Томази |        |            |

## Экономика
В 2010 году среди 124 человек трудоспособного возраста (15—64 лет) 75 были экономически активными, 49 — неактивными (показатель активности — 60,5 %, в 1999 году было 69,9 %). Из 75 активных жителей работали 68 человек (36 мужчин и 32 женщины), безработных было 7 (2 мужчин и 5 женщин). Среди 49 неактивных 7 человек были учениками или студентами, 26 — пенсионерами, 16 были неактивными по другим причинам.

## Достопримечательности
- Художественный музей[фр.][4]. Открыт в 2011 году. В нем размещены 30 картин Ксении Миличевич.

## Фотогалерея

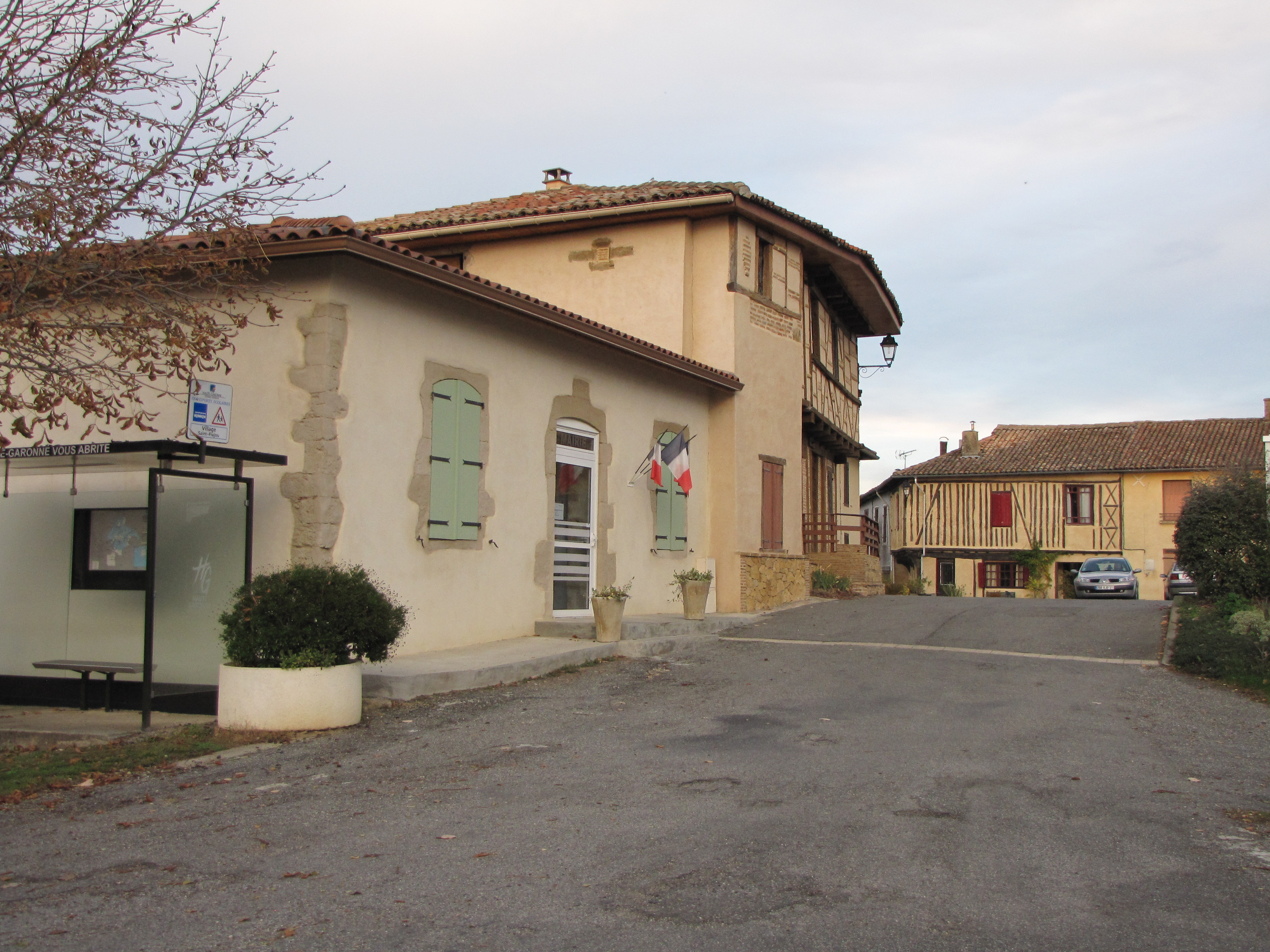
Сен-Фражу
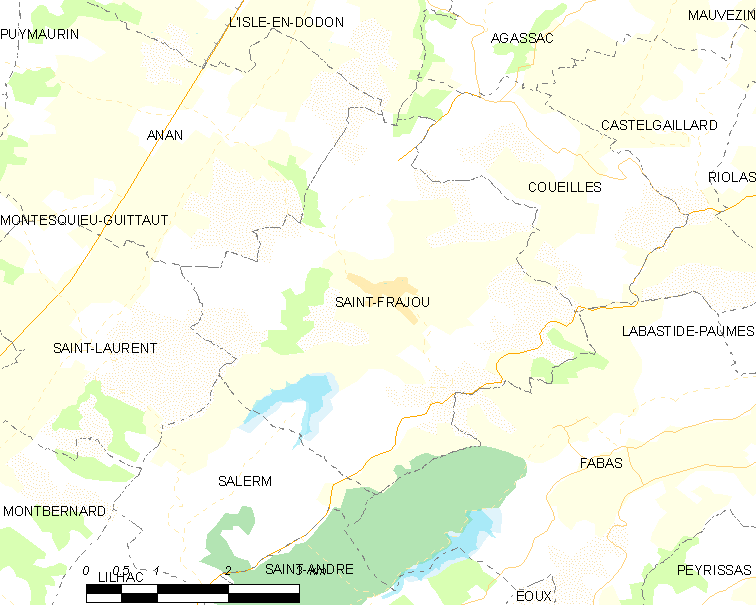
Карта коммуны